# Nánási Zoltán
Nánási Zoltán (Nagyvárad, 1934. november 24. – Székelyhíd, 2012. május) erdélyi magyar helytörténész, régész.

## Életútja
Középiskoláit Nagyváradon végezte (1953), a Bolyai Tudományegyetemen szerzett történelem szakos tanári oklevelet. 1958-1989 között Székelyhídon, 1990-1994 között Érmihályfalván középiskolai tanár; 1962-1975 között a székelyhídi múzeum munkatársa is.

## Munkássága
Első cikkeit a nagyváradi Fáklya közölte (1959); gazdasági, társadalmi, művelődési tárgyú írásait emellett a Falvak Dolgozó Népe, a Művelődés, a Bihari Napló (a Fáklya melléklete), a Crişana, 1992 után az Érmihályfalvi Figyelő és a Székelyhídi Hírlap is; előbbinek szerkesztőbizottsági tagja is 1997-től.
Régészeti és helytörténeti tárgyú dolgozatait az érkörtvélyesi késő-Hallstadt-kori temetkezésekről (1969) és az ottani kelta temető leleteiről (1973), a székelyhídi neolitikus sírról (1971), a Körös-völgye neolitikus festett kerámiás műveltségéről (1972), a gyetényi kerámialeletről (1972) az Acta Muzei Napocensis, a nagyváradi Crisia, az Acta Muzei Porolissensis, a Studii şi Cercetări de istorie veche c. szakfolyóiratokban, a Studii şi comunicări, Satu Mare (1969, 1972), a Centenar Muzeal Orădean (1972) c. kötetekben közölte, ez utóbbi kötetben bemutatta az Ér-völgye történelmi múzeumát, a Crisiában Wilhelm J. Máriával együtt tanulmányt közölt a Székelyhídi Hírlapról (1981).
Jelentősebb magyar nyelvű közleményei: Ottományi műveltség az Ökörvárban (Falvak Dolgozó Népe, 1971. október 27.); Tudományos értékű pénzlelet Székelyhídon (uo. 1972. április 19.); A múlt emlékei az Érmelléken (Bihari Napló 1973/4); II. Rákóczi Ferencre emlékezünk (Fáklya, 1976. március 27.). A Székelyhídi Hírlapban 1996. január 10-től sorozata jelent meg Székelyhíd története címmel, az Érmihályfalvi Figyelőben pedig 1997 áprilisától Érmihályfalva jeles polgárai címmel; ez utóbbiban emlékezett meg többek között Andrássy Ernőről, a Sass Kálmán-perben elítélt orvosról, akinek elkobzott régészeti és helytörténeti gyűjteménye vált a székelyhídi múzeum alapjává. Gede Ildikó és Kárászi Éva Zsuzsanna közreműködésével Érmihályfalva monográfiát írt.